# 1974年の相撲
1974年の相撲（1974ねんのすもう）は、1974年の相撲関係のできごとについて述べる。

## できごと
- 11月20日、来日中のジェラルド・R・フォード米大統領が、日本武道館で歓迎武道演武会を観賞した[1]。

### 大相撲
- 1月12日 - 1月場所の初日から休場していた大関清國勝雄が引退、年寄・楯山を襲名[2][3]。
- 1月13日 - 1月場所8日目に昭和天皇、皇后観戦[2][3]。
- 1月23日 - 3月場所の番付編成会議で、1月場所で初優勝した北の湖敏満の大関昇進が決定[4][3]。
- 1月29日 - 協会役員改選で新理事長に春日野（元横綱栃錦）を選出。新理事に出羽海、新監事に三保ヶ関。事業部長に花籠、審判部長に高砂、前理事長の武蔵川は相談役になる[5][3]。
- 3月10日 - 3月場所初日。学生相撲の野村と舛田山が幕下付出[3]。
- 3月17日 - 3月1日付で定年となった武蔵川前理事長に功労金6000万円を与える[5][3]。
- 3月17日 - 元大関前の山太郎引退、年寄高田川を襲名、これによりこれまで高田川を名乗っていた元幕内の朝嵐は振分に名跡変更[5][3]。
- 5月25日 - 5月場所14日目の北の湖対大受の一番で北の湖が勝ち2度目の優勝。敗れた大受は6勝8敗で負け越し、今場所角番のため5場所つとめた大関陥落も決定[6]。
- 6月4日～10日 - ハワイ巡業がおこなわれる[5][3]。
- 6月24日 - 7月場所の番付が発表され、新十両に清ノ華・大登・播竜山・輝山が昇進。清ノ華は初の中国出身関取、輝山は初土俵より79場所目のスロー記録[5][3]。
- 7月4日 - 7月場所直前に横綱の琴櫻傑將が引退を表明、年寄・白玉を襲名[5][3]。
- 7月9日 - 7月場所の初日・2日目に連敗した横綱の北の富士勝昭が引退を表明、年寄・井筒を襲名[5][3]。
- 7月14日 - 佐渡ヶ嶽親方（元小結・琴錦）が死去。これに伴い、白玉を襲名したばかりの元横綱・琴櫻が佐渡ヶ嶽を継承する[7]。
- 7月24日 - 7月場所の優勝決定戦で輪島に敗れたものの、13勝2敗の好成績を挙げた北の湖の横綱昇進が決定。21歳2ヵ月は史上最年少での横綱昇進となった[8][3][9]。
- 9月18日 - 9月場所11日目の二子岳対三重ノ海の一番は11年ぶりに引分けとなる[7][3]。
- 10月9日 - トンガ王国国王の招きで朝日山親方（元幕内・二瀬山）、若二瀬、高鉄山らが相撲指導のためトンガへ出発する。11月にトンガ人力士4人が新弟子検査に合格し、朝日山部屋に入門する[10][7][3][11]。
- 10月28日 - 11月場所の番付が発表され、新十両に千代の富士・若龍児・隆ノ里が昇進。千代の富士は昭和30年代生まれで初の関取となる[7]。
- 11月10日 - 11月場所初日。今回から11月場所の会場が九電記念体育館となる[2]。
- 11月13日 - 大関大麒麟將能が引退、年寄・押尾川を襲名[7][3][12]。

## 本場所
- 一月場所（蔵前国技館・5日～20日）
幕内最高優勝 :北の湖敏満（14勝1敗,1回目）
　殊勲賞-北の湖、敢闘賞-魁傑、技能賞-富士櫻
十両優勝 : 千代櫻輝夫（11勝4敗）
- 三月場所（大阪府立体育館・10日～24日）
幕内最高優勝 : 輪島大士（12勝3敗,5回目）
　殊勲賞-高見山、敢闘賞-長谷川、技能賞-旭國
十両優勝 : 川崎悟（12勝3敗）
- 五月場所（蔵前国技館・5日～19日）
幕内最高優勝 : 北の湖敏満（13勝2敗,2回目）
　殊勲賞-荒瀬、敢闘賞-豊山、技能賞-増位山
十両優勝 : 時葉山敏夫（11勝4敗）
- 七月場所（愛知県体育館・7日～21日）
幕内最高優勝 : 輪島大士（14勝1敗,6回目）
　殊勲賞-高見山、敢闘賞-高見山、技能賞-長谷川
十両優勝 : 麒麟児和春（12勝3敗）
- 九月場所（蔵前国技館・8日～22日）
幕内最高優勝 : 輪島大士(14勝1敗,7回目）
　殊勲賞-金剛、敢闘賞-荒瀬、技能賞-若三杉
十両優勝 : 朝登俊光（11勝4敗）
- 十一月場所（九電記念体育館・10日～24日）
幕内最高優勝 : 魁傑將晃（12勝3敗,1回目）
　殊勲賞-魁傑、敢闘賞-福の花、技能賞-若三杉
十両優勝 : 播竜山孝晴（10勝5敗）
- 年間最優秀力士賞（年間最多勝）：北の湖敏満（73勝17敗）

## 誕生
- 1月22日 - 増健亘志（最高位：十両6枚目、所属：三保ヶ関部屋）[13]
- 2月26日 - 栃乃洋泰一（最高位：関脇、所属：春日野部屋、年寄：竹縄）[14]
- 3月12日 - 豊桜俊昭（最高位：前頭5枚目、所属：立田川部屋→陸奥部屋）[15]
- 3月21日 - 出島武春（最高位：大関、所属：武蔵川部屋、年寄：大鳴戸）[16]
- 4月19日 - 玉力道栄来（最高位：前頭8枚目、所属：片男波部屋、年寄：松ヶ根）[17]
- 6月1日 - 北勝岩治（最高位：十両10枚目、所属：八角部屋）[18]
- 6月27日 - 栃栄篤史（最高位：前頭筆頭、所属：春日野部屋、年寄：三保ヶ関）[19]
- 7月4日 - 闘牙進（最高位：小結、所属：高砂部屋）[20][21]
- 7月17日 - 6代式守鬼一郎（幕内格行司、所属：大鳴戸部屋→桐山部屋→追手風部屋）[22]
- 7月29日 - 武雄山喬義（最高位：前頭筆頭、所属：武蔵川部屋、年寄：山分）[23]
- 8月12日 - 床将（一等床山、所属：伊勢ノ海部屋）
- 9月13日 - 旭天鵬勝（最高位：関脇、所属：大島部屋→友綱部屋、年寄：大島）[24][25]
- 9月13日 - 出羽平真一（最高位：十両4枚目、所属：出羽海部屋）[26]
- 10月4日 - 禄郎（十両呼出、所属：押尾川部屋→尾車部屋→二所ノ関部屋→中村部屋）
- 10月7日 - 双筑波勇人（最高位：十両13枚目、所属：立浪部屋）[27]
- 11月8日 - 日出ノ国太子郎（最高位：十両13枚目、所属：間垣部屋）[28]
- 12月6日 - 正男（十両呼出、所属：花籠部屋→峰崎部屋→西岩部屋）
- 12月27日 - 床健（一等床山、所属：武蔵川部屋→藤島部屋→武蔵川部屋）
- 12月30日 - 3代木村銀治郎（元・幕内格行司、所属：峰崎部屋→芝田山部屋）[29][30]

## 死去
- 1月28日 - 若太刀芳之助（最高位：前頭6枚目、所属：友綱部屋→東関部屋→高砂部屋、* 1898年【明治31年】）[31]
- 2月19日 - 陸奥錦秀二郎（最高位：十両筆頭、所属：振分部屋、* 1906年【明治39年】）
- 2月19日 - 神威山力雄（最高位：十両4枚目、所属：花籠部屋、* 1914年【大正3年】）
- 3月5日 - 双見山又五郎（最高位：前頭筆頭、所属：立浪部屋、* 1915年【大正4年】）[32]
- 5月12日 - 幡瀬川邦七郎（最高位：関脇、所属：楯山部屋→伊勢ヶ濱部屋、* 1905年【明治38年】）[33]
- 7月14日 - 琴錦登（最高位：小結、所属：二所ノ関部屋、年寄：佐渡ヶ嶽、* 1922年【大正11年】）[34]
- 12月8日 - 朝日嶽留藏（最高位：大関（大阪相撲）、所属：三保ヶ関部屋、* 1889年【明治22年】）
- 12月9日 - 一渡明（最高位：前頭18枚目、所属：出羽海部屋 、* 1918年【大正7年】）[35]
- 12月10日 - 常盤野藤兵衛（最高位：前頭8枚目、所属：出羽海部屋、* 1907年【明治40年】）[36]

## その他
- 増位山太志郎のシングル「そんな夕子にほれました」が120万枚を超える大ヒット。